# Бернар де Дрейвер
Бернар де Дрейвер (на френски: Bernard de Dryver) е бивш пилот от Формула 1. Роден на 19 септември 1952 г. в Брюксел, Белгия.

## Формула 1
Бернар де Дрейвер прави своя дебют във Формула 1 в Голямата награда на Белгия през 1977 г. В световния шампионат записва 2 състезания като не успява да спечели точки, състезава се с частен Марч и Инсайн.